# Scyloxes magna
Espèce
Synonymes
- Scytodes magna Bristowe, 1952

Scyloxes magna est une espèce d'araignées aranéomorphes de la famille des Scytodidae.

## Distribution
Cette espèce est endémique du Selangor en Malaisie,. Elle se rencontre dans les grottes de Batu.

## Description
Le mâle syntype mesure 8 mm et les femelles syntypes de 10 à 12 mm.

## Systématique et taxinomie
Cette espèce a été décrite sous le protonyme Scytodes magna par Bristowe en 1952. Elle est placée dans le genre Scyloxes par Zamani, Stockmann, Magalhaes et Rheims en 2022.

## Étymologie
Son nom d'espèce lui a été donné en référence à sa grande taille.

## Publication originale
- Bristowe, 1952 : « The arachnid fauna of the Batu Caves in Malaya. » Annals and Magazine of Natural History, sér. 12, vol. 5, p. 697-707.